# 特別捜査官
特別捜査官（とくべつそうさかん、英語: Special agent、 スペシャル・エージェント）とは、主にアメリカ合衆国などで、政府等のそれぞれ管轄の異なる独立した法執行機関における犯罪捜査を担当（法執行）する権限を与えられた職員（エージェント）の事を言う。アメリカ以外でもイギリスなど諸外国で警察官を除く一定の警察権のある特別な公務員を指し（日本では特別司法警察職員などが該当）、広義に特定の役割をも政府職員とされている。

## 概要
アメリカ合衆国の警察は、歴史的経緯によって、地域ごとの郡保安官（シェリフ）や市警察など、様々な組織によって担当される。それとは別に、州や連邦政府に所属する法執行機関も多数存在する。この連邦政府の法執行機関には、司法省に所属するアルコール・タバコ・火器及び爆発物取締局（ATF）、麻薬取締局（DEA）、連邦捜査局（FBI）、国土安全保障省に所属するシークレットサービス（USSS）、海軍省に所属する海軍犯罪捜査局（NCIS）、陸軍省に所属する陸軍犯罪捜査局（CID）などが含まれ、それらの法執行機関において犯罪捜査、及び令状執行の権限を与えられたものを一般に特別捜査官という。いずれも銃の携帯を許されている。
以上のように、何か特別な分野を担当する警察官という意味ではなく、上下関係を表すものでもない。特別捜査官の責任者は「Special Agent in Charge (SAC)」とそのまま「特別捜査官の責任者」という肩書となる。

### その他
主に連邦捜査局（FBI）などの特別捜査官を意味して「連邦捜査官」と和訳される場合もあるが英語では口語で、昔は「Gメン」、現在は「Feds」（連邦政府の連中） と短縮する。
シークレットサービスの職員も「エージェント」であり、警護の他に犯罪捜査（法執行）も行うため「スペシャル・エージェント」と呼ばれる。任務をサポートするスペシャル・オフィサーというのもあり、逮捕することが出来る。
中央情報局（CIA）も名前に「エージェンシー」が入っている通りその職員は「エージェント」であり、アメリカ合衆国の国内において活動する権限はなく、軍事や諜報の分野においては対外工作をする人（「エージェント」）を「工作員」と訳すことが多い。よってFBI等ほど「スペシャル」に特別な意味はなく、分析官は「アナリスト」、その他「スペシャリスト」や「オフィサー」などと区別される。
司法省の下の連邦保安官は、その仕事内容と歴史的経緯から「U.S.マーシャル」という。

## 日本
日本においては、特別司法警察職員に相当し、労働基準監督官、麻薬取締官（いずれも厚生労働省）、海上保安官（海上保安庁）、警務官（自衛隊）などが含まれる。

### 検察庁
日本の検察庁の検察官は、公訴権を独占するとともに、刑事訴訟法に基づく広範な捜査権限を認められている。また、検察官の補助者たる検察事務官も、同法上、検察官・司法警察職員と並ぶ捜査機関とされ、捜査公判部門における検察官の取り調べ立会や、検務部門における証拠品の管理等、検察庁における捜査に不可欠な業務に従事する。他方で、検察官・検察事務官ともに武器の携帯・使用は認められておらず、行政警察に関する権限は有さない。検察庁は、直接的な実力行使によって治安を維持することを第一の組織目的とする警察とは、組織体系・目的を異にする捜査機関である。
なお、検察庁の特別捜査部は独自捜査を担当し、専任の検察官・検察事務官が所属し、経済事犯を中心とした事件捜査に従事している。同部に所属する検察事務官には証拠収集・分析や関係者の行動確認(尾行・張り込み等)などに専従し、警察の捜査員に近似する業務に従事する者も存在するが、それら職員についても含めて、「特別捜査官」を名称とする官職・役職は存在しない。

### 警視庁における「特別捜査官」
日本の警視庁は、「科学捜査官」「サイバー犯罪捜査官」「財務捜査官」などからなる、同庁独自の専門職警察官採用制度を有しており、警視庁特別捜査官と称している。これらは警察組織外部における、技術者、公認会計士等としての実務経験を持つ専門家を、巡査部長・警部補等の幹部警察官として直接任用し、当該専門知識を活かした捜査活動に従事させるものである。
したがって、任用される官職はあくまでも警察官であり、特別司法警察職員など一般警察官とは異なる地位に置かれるものではない。